# Ніколас Чумаченко

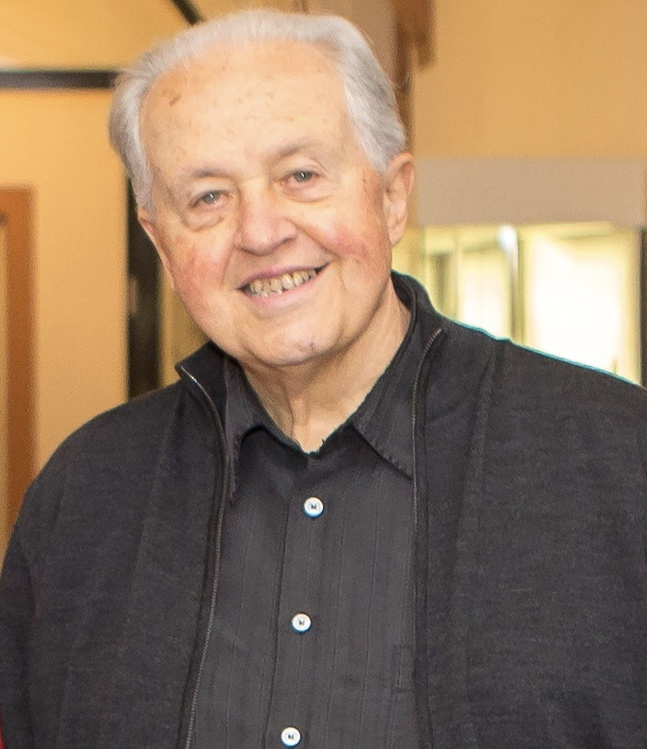
Портрет Ніколаса Чумаченко

Ніколас Чумаченко (27 березня 1944 — 12 грудня 2020) — скрипаль, соліст польського походження, професор і директор Камерного оркестру Королеви Софії. У 1999 році він отримав нагороду Merit Diploma Konex Award як один із найкращих виконавців на смичкових інструментах того десятиліття в Аргентині.

## Біографія
Чумаченко народився в Кракові, в окупованій нацистами Польщі, в родині українських батьків, які залишили Польщу наприкінці Другої світової війни. Він виріс і почав своє музичне навчання в Аргентині. Чумаченко залишив Аргентину, щоб навчатися в Сполучених Штатах у Торнтонській школі університету Південної Каліфорнії у Яші Хейфеца, а пізніше в Інституті Кертіса у Філадельфії у Єфрема Цимбаліста та отримав нагороди на Міжнародному конкурсі Чайковського та музичному конкурсі Королеви Єлизавети.
Чумаченко виступав як соліст з багатьма оркестрами під керівництвом таких артистів, як Зубін Мета, Вольфганг Савалліш, Петер Мааг і Рудольф Кемпе.
Чумаченко був першою скрипкою Цюріхського квартету, професором скрипки у Вищій школі музики Фрайбурга та був керівником і музичним керівником Камерного оркестру королеви Софії в Мадриді.

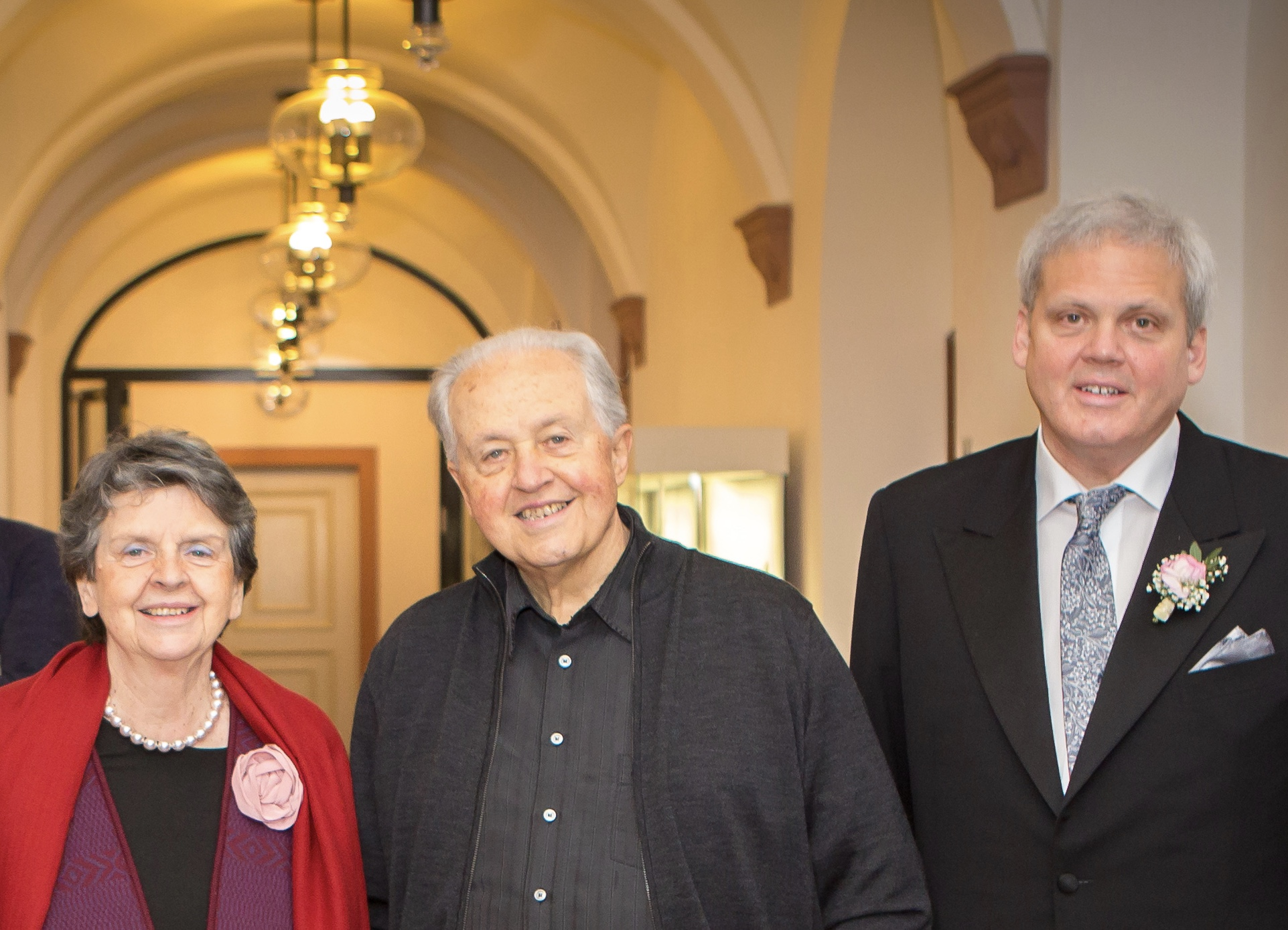
Ана (сестра), Ніколас і Ерік (син) Чумаченко у Вюрцбурзі, 14 лютого 2018 р.

Помер у Шальштадті, Німеччина.

## Сім'я
Його сестра Ана Чумаченко (нар. 1945) є професором скрипки у Вищій школі музики та театру Мюнхена. Його син Ерік Чумаченко (нар. 1964) є класичним піаністом і займає посаду викладача в Університеті Моцартеум Зальцбург.